# 200 West Street
200 West Street, auch Goldman Sachs Tower und Goldman Sachs New World Headquarters, ist ein 228 Meter hoher Wolkenkratzer im Stadtteil Battery Park City in Manhattan in New York City. Das 44 Stockwerke zählende Gebäude ist die Unternehmenszentrale der Bank Goldman Sachs und offiziell nach seiner Adresse 200 West Street benannt.

## Beschreibung
Das Bürohochhaus befindet sich an der West Street (West Side Highway) in Lower Manhattan. Gegenüber dem Gebäude liegt das World Trade Center (ehemals Ground Zero) mit dem nur wenige Meter entfernten One World Trade Center. Direkt gegenüber auf der anderen Seite der West Street steht das ähnlich hohe 7 World Trade Center. Südlich schließt sich der Gebäudekomplex Brookfield Place mit seinen Bürohochhäusern an.
Für die Planung des Wolkenkratzers wurde das Architekturbüro Pei Cobb Freed & Partners beauftragt. Der erste Spatenstich fand am 29. November 2005 statt. Das Gebäude wurde bis 2010 errichtet und belegt mit 228,3 m Höhe (749 Fuß) derzeit gemeinsam mit dem Deutsche Bank Center den 66. Platz in der Stadt (Stand 2024). Es hat eine Nutzfläche von 202.064 m² für Büros, Konferenzzentrum, Fitness Center, Cafeteria und weitere Einrichtungen. Der Einzug des Eigentümers in seinen neu errichteten Hauptsitz war bereits Ende 2009, die endgültige Fertigstellung war Anfang des Jahres 2010. Im Dezember 2008 wurde das Richtfest gefeiert. Die Fassade des Turms wurde komplett mit Glas gestaltet. Auf der Westseite spiegelt das Gebäude den nahen Hudson River wider. Architektonisch besonders an diesem Gebäude ist, dass es östlich zur Inselmitte zugewandt eckig gestaltet ist und dem Hudson River zugewandt eine abgerundete konvexe Fassade besitzt. Das Bauwerk verfügt nur auf der Ostseite über einen Rücksprung in den oberen Etagen, der hingegen auf den anderen Seite wegfällt. Der schmale Zwischenraum zum westlich gelegenen 5-Sterne-Hotel „Conrad New York Downtown“ ist eine mit einem Glasdach geschützte Fußgängerpassage, die eine Verbindung zwischen Brookfield Place und dem nördlichen Wohnviertel von Battery Park City herstellt. Mit der Durchführung der Bauarbeiten war das New Yorker Bauunternehmen Tishman Construction betraut.
Beim Bau standen auch ökologische Gesichtspunkte im Vordergrund, wodurch der Wolkenkratzer die LEED Gold-Zertifizierung erhielt. Direkt gegenüber am Westufer des Hudson Rivers befindet sich in Jersey City in New Jersey ein weiterer neuer Turm ähnlicher Größe im Besitz der Goldman Sachs Bank. 

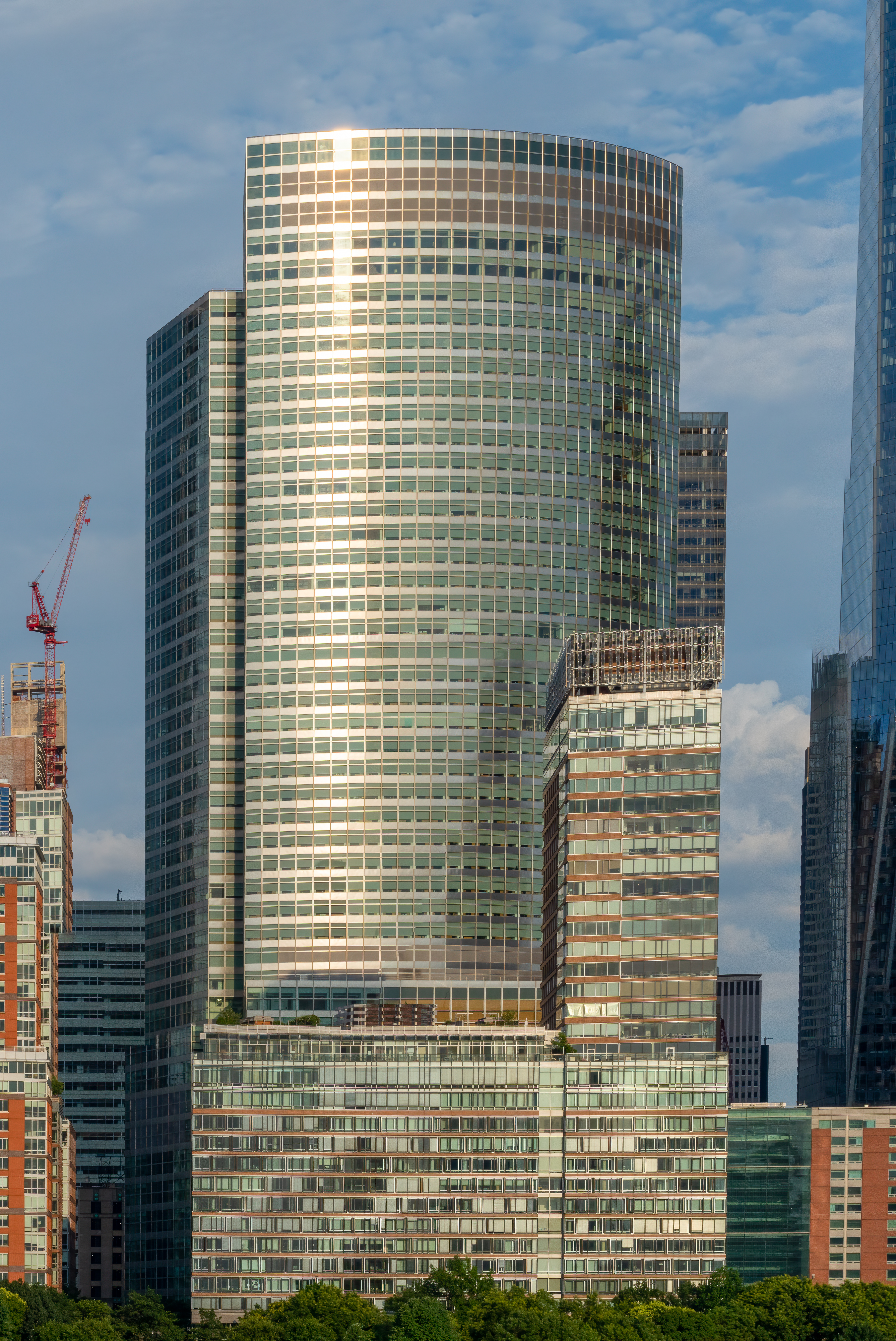
Blick auf die konvexe Fassade vom Hudson River 2021

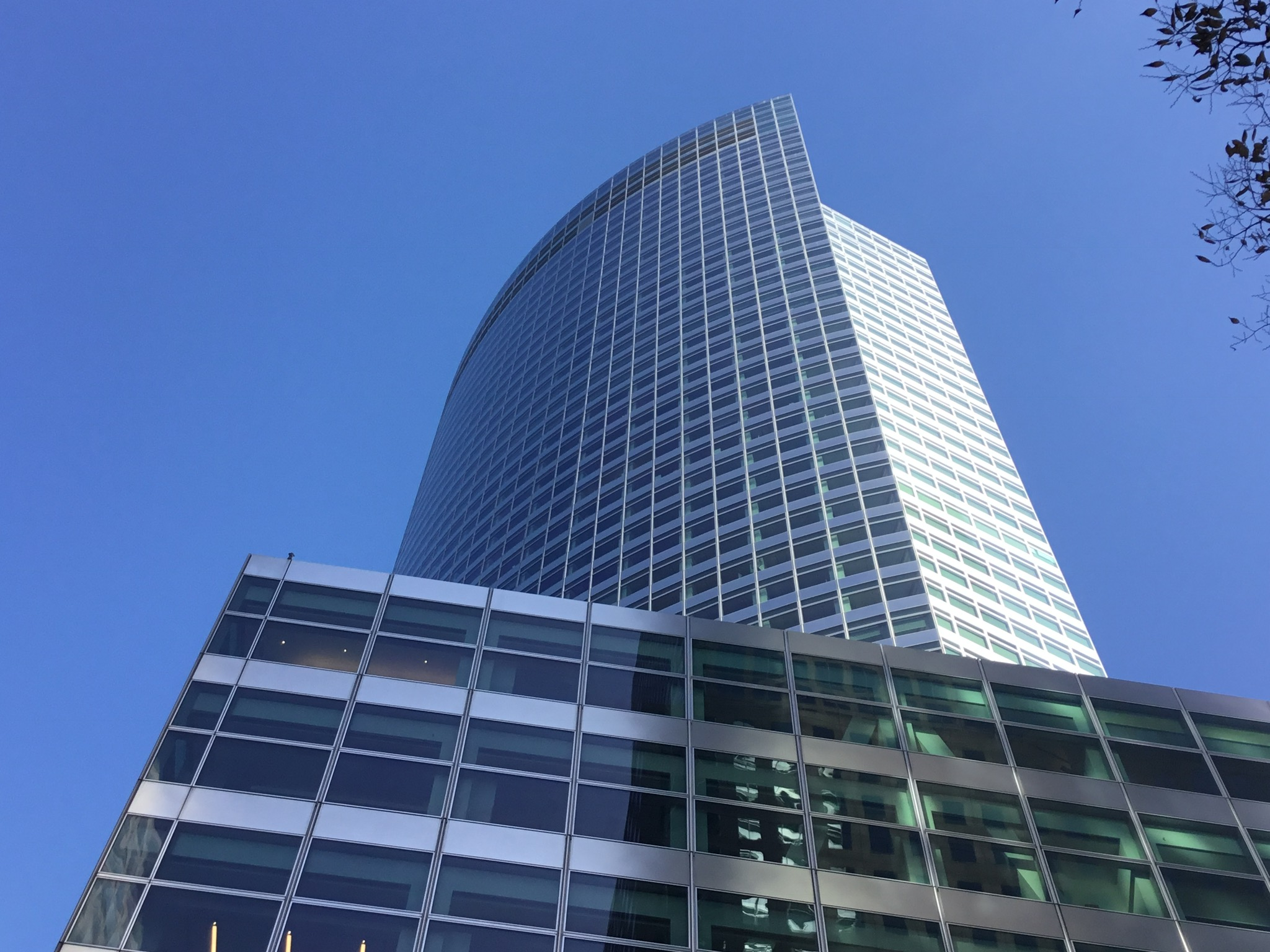
Blick von unten im November 2022